# Adulterio (película)
Adulterio es una película dramática mexicana de 1945 dirigida por José Díaz Morales y protagonizada por Rosario Granados, Julio Villarreal y Hilde Krüger.

## Argumento
Una madre se enfrenta a un dilema al tratar de explicarles a sus pequeñas niñas el motivo del repentino suicidio de su padre, al cual las pequeñas adoraban con todo su corazón.

## Reparto
- Rosario Granados como Laura.
- Julio Villarreal como Don Agustín Escandón.
- Hilde Krüger como Graciela.
- Prudencia Grifell como Doña Lupita.
- Nuri Conde como María.
- Carlos Amador como Pedro.
- Maruja Grifell como Gregoria.
- Roberto Corell
- Jesús Valero
- Edmundo Espino como alcalde.
- Estanislao Shilinsky como Damán.
- Manuel Arvide
- Roberto Cañedo como Amante de Graciela.
- María Gentil Arcos como Esposa de alcaldesa.
- Ramón G. Larrea
- Eduardo Noriega como Amante de Graciela.
- Ignacio Peón
- Paz Villegas